# فارینومالین
فارینومالین (به انگلیسی: Farinomalein) با فرمول شیمیایی C10H13NO4 یک ترکیب شیمیایی با شناسه پاب‌کم 44254797 است. که جرم مولی آن 211.21 می‌باشد. شکل ظاهری این ترکیب، پودر سفید است.